# Hans Berlin
Hans Berlin war ein Notar und Prokurator aus Heilbronn. Während des Deutschen Bauernkriegs 1525 war er Vertrauter sowohl des Heilbronner Rats als auch der Bauern.
Berlin entstammte einem nach Wimpfen verzogenen Zweig der Heilbronner Patrizierfamilie Berlin, die mehrere Heilbronner Bürgermeister gestellt hatte, darunter den 1525 noch lebenden gleichnamigen Hans Berlin. Sein Vater war wahrscheinlich der Wimpfener Goldschmied Peter Berlin.
Nachdem Hans Berlin Heilbronner Bürger geworden war, war er zunächst Schneider, dann Wagmeister, schließlich Notar und Prokurator. Er geriet auch einmal in Konkurs und stand zeitweise in Diensten des Grafen von Löwenstein.
Dem Heilbronner Rat gehörte er nicht an, genoss aber dessen Vertrauen wie auch das der Bauern. Am 2. Mai 1525 sandte ihn der Rat wegen verschiedener Angelegenheiten nach Amorbach zum Lager des hellen lichten Haufens der Bauern um die Hauptleute Georg Metzler, Götz von Berlichingen und Wendel Hipler. Dort wurde Berlin in den Rat der Bauern gezogen. Er schrieb dem Heilbronner Rat am 4. Mai, dass er den Bauern „etliche Mandate und anderes machen helfen“ müsse. Es handelte sich dabei vermutlich um die Deklaration der Zwölf Artikel, ein auch Amorbacher Erklärung oder Amorbacher Erläuterung genannter Versuch, die Zwölf Artikel der Bauernschaft abzuschwächen. Ob Berlin auch geistiger Miturheber dieser Erklärung ist, ist unklar; Wilhelm Zimmermann und Friedrich Engels gehen davon aus.
Nach seiner Rückkehr nach Heilbronn verkündete Berlin die Erklärung als „Meinung und Ordnung der Bauern“ in der Kilianskirche und an anderen Orten. Die Erklärung war bei den Bauern nicht beliebt. Als Margarete Renner, die Schwarze Hofmännin, Berlin die neuen Artikel in Böckingen verkünden hörte, bezichtigte sie ihn des Versuchs, die Bauern zu betrügen, und rief ihre Freunde dazu auf, Berlin zu erstechen, worauf dieser flüchtete.